# Gymnoscelis celebensis
Gymnoscelis celebensis är en fjärilsart som beskrevs av Louis Beethoven Prout 1958. Gymnoscelis celebensis ingår i släktet Gymnoscelis och familjen mätare. Inga underarter finns listade i Catalogue of Life.